# Maira tomentosa
Maira tomentosa là một loài ruồi trong họ Asilidae. Maira tomentosa được Wulp miêu tả năm 1872. Loài này phân bố ở miền Australasia.